# ウォレスとグルミット 野菜畑で大ピンチ!
『ウォレスとグルミット 野菜畑で大ピンチ!』（ウォレスとグルミット やさいばたけでだいピンチ、原題: Wallace & Gromit: The Curse of the Were-Rabbit）は、これまで数本の短編・中編映画が制作されていたクレイアニメ作品『ウォレスとグルミット』シリーズ初の長編映画であり、製作には5年半もの月日が費やされた。
第33回アニー賞全10部門及び第78回アカデミー賞の長編アニメ賞を受賞。
アニメーション制作はアードマン・アニメーションズ。

## ストーリー
町の住人は畑の野菜を荒らしまわるウサギたちに頭を悩ませていた。年に一度の「巨大野菜コンテスト」が迫っていたからだ。ウォレスとグルミットは害獣駆除隊『アンチ・ペスト』を設立しウサギの捕獲にあたる。ウサギによる被害も減少しコンテストの主催者である町一番の美女レディ・トッティントンも一安心。
さて、心優しいウォレスはウサギたちを殺せずに、地下室で飼い始めたがその数は増える一方。そこで発明品「ココロ・コントローラー」を使ってウサギたちを野菜嫌いにすることを思いつく。ある満月の晩ついに実験が成功し、ニンジン嫌いのウサギを生み出すことに成功。そのウサギをハッチと名付け、一羽だけ別の檻に閉じ込めて意気揚々のウォレスであった。
これで一件落着かと思われた矢先、町中の野菜畑が未曾有の被害を受ける。目撃した司祭の話によれば、その犯人は巨大なウサギの怪物だったという。町の人々からの信頼を失いかけた2人だったが、レディ・トッティントンの弁護で巨大ウサギ捕獲のチャンスをもう一度もらえることになった。そのころ、レディの心を射止めんとする強引で自分勝手な貴族・ヴィクターも、レディの気を引くために巨大ウサギ退治を勝手に引き受けた。
ウォレスとグルミットは町の野菜を守りきることができるのか？そして巨大ウサギの正体とは？

## キャスト
| 役名                                 | 俳優                     | 日本語吹替 |
| ------------------------------------ | ------------------------ | ---------- |
| ウォレス&ハッチ                      | ピーター・サリス         | 萩本欽一   |
| レディ・カンパニュラ・トッティントン | ヘレナ・ボナム＝カーター | 飯島直子   |
| ヴィクター・クォーターメイン         | レイフ・ファインズ       | 大川透     |
| 警部 PCマッキントッシュ              | ピーター・ケイ           | 鈴木勝美   |
| 司祭 クレメント・ヘッジ              | ニコラス・スミス         | 山野史人   |
| マルチ夫人                           | リズ・スミス             | 片岡富枝   |

## スタッフ
- 監督 - ニック・パーク、スティーヴ・ボックス
- 製作 - ピーター・ロード、デイビッド・スプロクストン、ニック・パーク、クレア・ジェニングズ、カーラー・シェリー
- 脚本 - スティーブ・ボックス、ニック・パーク、マーク・バートン、ボブ・ベイカー
- 製作総指揮 - マイケル・ローズ、セシル・クレーマー
- 音楽 - ジュリアン・ノット（作曲）、ハンス・ジマー（プロデュース）
- 編集 - デイビッド・マコーミック、グレゴリー・パーラー
- 撮影 - デイヴ・アレックス・リデット、トリスタン・オリヴァー
- スーパーバイジング・アニメーター - ロイド・プライス
- プロダクション・デザイン - フィル・ルイス
- モデル製作デザイナー - ジャン・サンガー
- セカンドユニット監督/キーアニメーター - マーリン・クロッシンガム

## 評価
レビュー・アグリゲーターのRotten Tomatoesでは183件のレビューで支持率は95%、平均点は8.10/10となった。Metacriticでは38件のレビューを基に加重平均値が87/100となった。

## トリビア
- 映画公開中の2005年10月10日未明、アードマンの倉庫で火災が発生、30年にも及ぶ歴史を物語る多くの品々が灰燼に帰した。たまたま今作のセットは他所で展示中であり、無事だった。奇しくもその日は今作がアメリカで初登場第一位を獲得した日であった。
- 萩本欽一は第一作『チーズ・ホリデー』から日本語吹き替えのウォレスの声を担当している。萩本の吹き替えにはアドリブが多く、第二作『ペンギンに気をつけろ!』では「なんでこーなるの！」という自身の持ちネタがセリフに入っている。今回の作品でも「なんでそーなるの！」とアドリブを入れてみたそうだが、ドリームワークス・アニメーション制作の都合により、担当者にカットされてしまったとのこと。
- 作中に登場する主人公の愛車「Anti Pesto Van」は、英国オースティン社のA35のバンタイプ（1957年〜1968年）を忠実に再現したミニチュアが使用されている。このため、これに気を良くしたイギリスの愛好家が製作した、実車版のAnti Pesto Vanも存在している。
- 2024年初公開の長編『仕返しなんてコワくない！』ではPCマッキントッシュが再登場し、声優もピーター・ケイが続役した。

## テレビゲーム
コナミからFrontier Developmentsが開発したPlayStation 2用のアクションアドベンチャーゲーム『ウォレスとグルミット 野菜畑で大ピンチ!』の日本語版が2006年3月16日に発売された。